# Емметсбург (Айова)
Емметсбург (англ. Emmetsburg) — місто (англ. city) в США, в окрузі Пало-Альто штату Айова. Населення — 3706 осіб (2020).

## Географія
Емметсбург розташований за координатами 43°6′53″ пн. ш. 94°40′46″ зх. д. / 43.11472° пн. ш. 94.67944° зх. д. (43.114798, -94.679579).  За даними Бюро перепису населення США в 2010 році місто мало площу 10,29 км², з яких 9,87 км² — суходіл та 0,42 км² — водойми.

## Демографія
Згідно з переписом 2010 року, у місті мешкали 3904 особи в 1632 домогосподарствах у складі 967 родин. Густота населення становила 379 осіб/км².  Було 1836 помешкань (178/км²).
Расовий склад населення:
| - 96,9 % — білих - 1,0 % — чорних або афроамериканців - 0,5 % — азіатів - 0,2 % — корінних американців |

До двох чи більше рас належало 1,1 %. Частка іспаномовних становила 2,0 % від усіх жителів.
За віковим діапазоном населення розподілялося таким чином: 20,2 % — особи молодші 18 років, 58,2 % — особи у віці 18—64 років, 21,6 % — особи у віці 65 років та старші. Медіана віку мешканця становила 41,4 року. На 100 осіб жіночої статі у місті припадало 93,5 чоловіків;  на 100 жінок у віці від 18 років та старших — 88,3 чоловіків також старших 18 років.
Середній дохід на одне домашнє господарство  становив 59 149 доларів США (медіана — 41 964), а середній дохід на одну сім'ю — 69 801 долар (медіана — 55 882). Медіана доходів становила 40 000 доларів для чоловіків та 34 873 долари для жінок. За межею бідності перебувало 10,8 % осіб, у тому числі 13,2 % дітей у віці до 18 років та 3,2 % осіб у віці 65 років та старших.
Цивільне працевлаштоване населення становило 1840 осіб. Основні галузі зайнятості: освіта, охорона здоров'я та соціальна допомога — 28,8 %, роздрібна торгівля — 13,2 %, мистецтво, розваги та відпочинок — 12,2 %, виробництво — 12,1 %.